# Parthenocissus laetevirens
Parthenocissus laetevirens är en vinväxtart som beskrevs av Alfred Rehder. Parthenocissus laetevirens ingår i släktet vildvinssläktet, och familjen vinväxter. Inga underarter finns listade i Catalogue of Life.